# Columbio (Sultán Kudarat)
Columbio 	es un municipio filipino de primera categoría, situado al sur de la isla de Mindanao. Forma parte de la provincia de Sultán Kudarat situada en la Región Administrativa de Soccsksargen también denominada Región XII. Para las elecciones está encuadrado en el Primer Distrito Electoral de esta provincia.

## Geografía
Se trata del municipio más oriental de la provincia próximo al lago Buluán cuyas ribera comparte esta provincia con la de Maguindanao.
Su término linda por el norte por con el de Tulunan; por el este con los municipios de Tupi y Tampakan, en la provincia de Cotabato del Sur; y al oeste con los municipios de Koronadal, en Cotabato del Sur, Lutayan, en esta provincia de Sultan Kudarat y Datu Paglas, en la de Maguindanao.

### Barrios
El municipio de Columbio se divide, a los efectos administrativos, en 16 barangayes o barrios, conforme a la siguiente relación:
| - Bantangán (Lasak) - Datablao - Eday - Elbebe | - Lasak - Libertad - Lomoyon - Makat (Sumali Pas) | - Maligaya - Mayo - Natividad - Población | - Polomolok - Sinapulan - Sucob - Telafas |  |

## Historia
Hasta 1961 Columbio formaba parte del municipio de Buluan, poblado por la etnia de los B'laan.
Su nombre deriva de dos palabras "COLON-BIAO", que conjuntamente significan lugar lleno de nogales.

### Influencia española
Este territorio formaba parte de la Capitanía General de Filipinas (1520-1898).
Hacia 1696 el capitán Rodríguez de Figueroa obtiene del gobierno español el derecho exclusivo de colonizar Mindanao.
El 1 de febrero de este año parte de Iloilo alcanzando la desembocadura del Río Grande de Mindanao, en lo que hoy se conoce como la ciudad de Cotabato.

### Independencia
En 1952 llegaron numerosos pobladores cristianos para ocupar esta tierra.
Estos pioneros cambian su nombre por el de Columbio porque es más fácil de pronunciar.
A finales de 1953 Columbio pasa a ser considerado como uno de los barrios de Buluan. En 1960 los líderes locales solicitaron la creación de un nuevo municipio, obteniéndola el 6 de agosto de 1961.
El 22 de noviembre de 1973 fue creado el municipio de Datu Paglas, en la provincia de Maguindanao, formado a partir de los barrios, hasta entonces pertenecientes a Columbio, de  Alip (hoy sede municipal), Malala, Katil, Damawato, Manindolo, Puya y Sepaka.